# 新加坡帚形蛤
新加坡帚形蛤（学名：Cardiomya singaporensis），是笋螂目杓蛤科帚形蛤属的一种。主要分布于中国大陆，常栖息在水深26-75米。